# هاري باومغارتنر
هاري باومغارتنر (بالإنجليزية: Harry Baumgartner)‏ هو لاعب كرة قاعدة أمريكي، ولد في 6 أكتوبر 1892 في ساوث بيتسبورغ في الولايات المتحدة، وتوفي في 3 ديسمبر 1930 في أوغستا في الولايات المتحدة.

## وصلات خارجية
- هاري باومغارتنر على موقعبيزبول رفرنس.كوم (الدوري الرئيسي) (الإنجليزية)
- هاري باومغارتنر على موقعبيزبول رفرنس.كوم (الدوري الثانوي) (الإنجليزية)